# Petacciato
Petacciato – miejscowość i gmina we Włoszech, w regionie Molise, w prowincji Campobasso.
Według danych na rok 2004 gminę zamieszkiwało 3397 osób, 99,9 os./km².